# Crestline (Ohio)
Crestline is een plaats (village) in de Amerikaanse staat Ohio, en valt bestuurlijk gezien onder Crawford County en Richland County.

## Demografie
Bij de volkstelling in 2000 werd het aantal inwoners vastgesteld op 5088.
In 2006 is het aantal inwoners door het United States Census Bureau geschat op 5086, een daling van 2 (0,0%).

## Geografie
Volgens het United States Census Bureau beslaat de plaats een oppervlakte van
7,5 km², geheel bestaande uit land. Crestline ligt op ongeveer 356 m boven zeeniveau.

## Plaatsen in de nabije omgeving
De onderstaande figuur toont nabijgelegen plaatsen in een straal van 16 km rond Crestline.